# Romolo Valli
Romolo Valli (Reggio nell'Emilia, 7 februari 1925 – Rome, 1 februari 1980) was een Italiaans acteur.
Romolo Valli werd geboren in Reggio nell'Emilia. Voordat hij begon te acteren, studeerde hij eerst rechten. Hij was een van de bekendste Italiaanse acteurs vanaf de jaren '50 tot aan zijn dood. Hij werkte zowel als theateracteur als op het witte doek. Valli werkte samen met regisseurs als Vittorio De Sica, Sergio Leone, Bernardo Bertolucci, Roman Polański en Luchino Visconti.
Valli stierf in 1980 bij een auto-ongeluk, zes dagen vóór zijn 65e verjaardag.

## Filmografie (selectie)
- 1959: La grande guerra
- 1962: Una storia milanese
- 1963: Il gattopardo
- 1964: La visita
- 1967: Non stuzzicate la zanzara
- 1968: Boom!
- 1970: Il giardino dei Finzi-Contini
- 1971: Death in Venice
- 1971: A Fistful of Dynamite
- 1972: What?
- 1974: Conversation Piece
- 1976: Novecento
- 1977: Un borghese piccolo piccolo
- 1979: Clair de femme